# Wiktor Robel
Wiktor Józef Robel (ur. 19 marca 1894 w Baligrodzie, zm. 14 października 1963 w Sanoku) – polski lekarz, doktor medycyny, oficer Legionów Polskich, urzędnik sanitarny samorządu powiatowego II Rzeczypospolitej i w Polskiej Rzeczypospolitej Ludowej.

## Życiorys

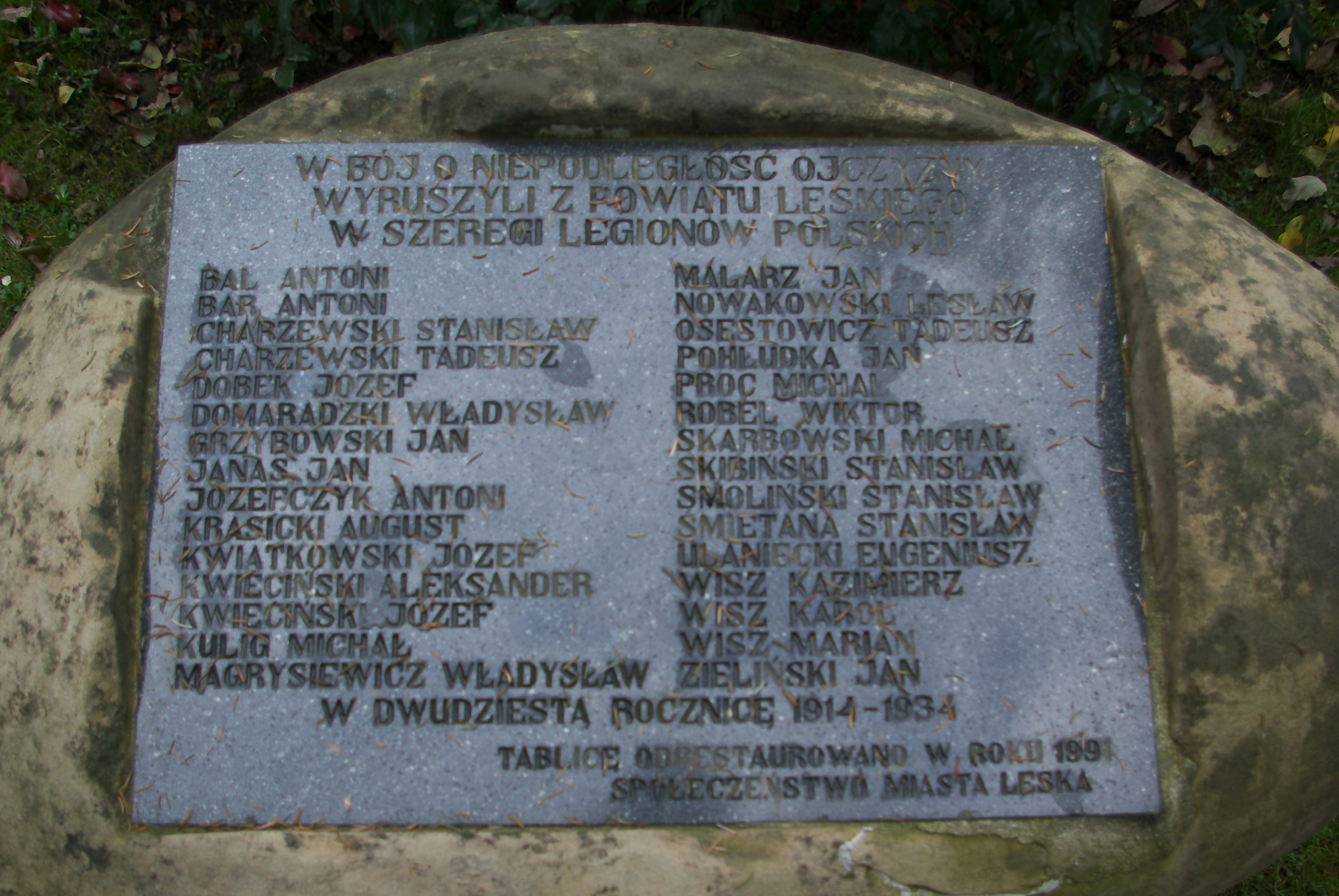
Tablica na pomniku w Lesku

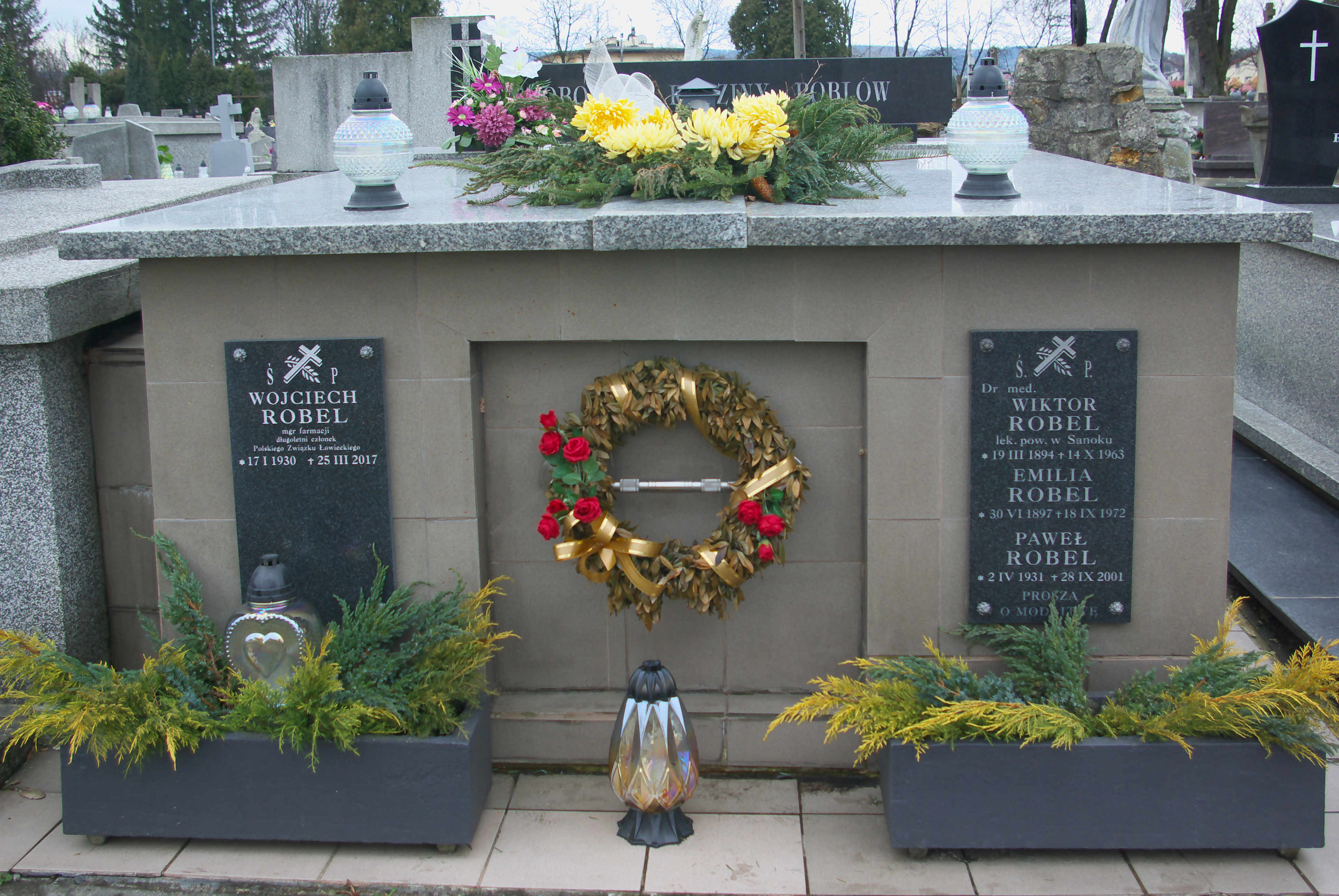
Grobowiec Wiktora Robla

Wiktor Józef Robel urodził się 19 marca 1894 w Baligrodzie. Był synem Wiktora (ur. 1866, doktor medycyny, służący w wojsku austro-węgierskim, lekarz w Baligrodzie, zm. 1927 w wieku 60 lat) i wdowy Marii Bryjak z domu Jarosz (wzgl. Anna, zm. w 1929 w wieku 65 lat). Miał siostrę Marię (ur. 1892, nauczycielka, od 1928 zamężna z Eugeniuszem Nicklesem).
W roku szkolnym 1905/1906 uczył się w II klasie C. K. Gimnazjum w Sanoku. Przed 1914 podjął studia medycyny. Po wybuchu I wojny światowej wstąpił do Legionów Polskich. Był żołnierzem batalionu uzupełnień pod dowództwem kpt. Andrzeja Galicy, oddziału wywiadowczego Legionów. W 1915 był w stopniu chorążego. W tym samym roku w stopniu podporucznika był dowódcą plutonu w 3 kompanii etapowej, w szeregach której we wrześniu 1915 wyruszył na front. Służył w 2 pułku piechoty w składzie II Brygady. 7 grudnia 1917 decyzją Komisji Superarbitracyjnej w Krakowie został uznany czasowo niezdolnym do służby i urlopowany na 6 miesięcy z pensją inwalidy.
Uzyskał stopień doktora medycyny. Uchwałą Rady Miejskiej w Sanoku z około 1923/1924 został uznany przynależnym do gminy Sanok. W okresie II Rzeczypospolitej około 1925 wstąpił do służby samorządowej. Na początku 1926 w charakterze p.o. lekarza powiatowego został przeniesiony z Mościsk do Liska. 13 kwietnia 1927 jako praktykant sanitarny został mianowany prowizorycznie lekarzem powiatowym w VIII stopniu służbowym przy starostwie w Lisku. W 1930 otrzymał VIII stopień służbowy. Według Edwarda Zająca był także lekarzem powiatowym w Sanoku. Od 3 grudnia 1929 sprawował stanowisko lekarza powiatowego w Nisku.
Zarządzeniem prezydenta RP Ignacego Mościckiego z 5 sierpnia 1937 został odznaczony Krzyżem Niepodległości za pracę w dziele odzyskania niepodległości.
Podczas II wojny światowej działał w konspiracyjnej służbie zdrowia. Pod koniec lat 40. był lekarzem powiatowym w Sanoku. Później był inspektorem i dyrektorem Stacji Sanitarno-Epidemiologicznej w Sanoku.
Do końca życia zamieszkiwał w Sanoku przy ul. Henryka Sienkiewicza, pierwotnie pod numerem 12, potem 20. Zmarł 14 października 1963 w Sanoku. Został pochowany na cmentarzu przy ul. Rymanowskiej w Sanoku 16 października 1963. Od 26 grudnia 1923 był żonaty z Emilią Marią (1897–1972, córka Józefa Serwy, powiatowego lekarza weterynarii w Sanoku do 1929).
W 1934 w Lesku został ustanowiony pomnik (określany jako „Głaz Legionowy” bądź „Kamień Legionistów”) upamiętniający wyruszających w bój o niepodległość ojczyzny z powiatu leskiego w szeregi Legionów Polskich. Na tablicy został wymieniony m.in. Wiktor Robel (a także np. Stanisław Charzewski, August Krasicki, Marian Wisz).